# Кизил (місто)
Кизи́л (тув. Кызыл) — місто республіканського підпорядкування у Росії, адміністративний центр Туви.
У 2020 році регіон був найпершим за кількістю вбивств на душу населення в РФ, а в 2019 році — найбіднішим.

## Географічне розташування і населення

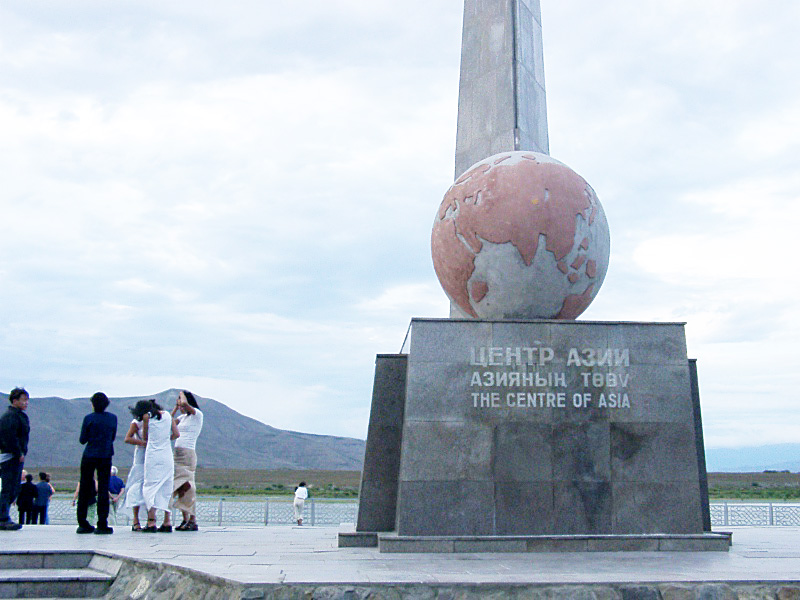
Монумент на честь центру Азії біля Кизилу

Кизил розташований у Тувинській улоговині, біля злиття річок Бій-Хем та Ка-Хем, які утворюють разом Улуг-Хем, за 390 км від залізничної станції Мінусинськ.
Кизил вважається географічним центром Азії. У місці злиття річок Великий і Малий Єнісей встановлено обеліск «Центр Азії», який незмінно має популярність як серед місцевих жителів, так і серед гостей міста.
Місто складається з декількох мікрорайонів — Центральний, Автодорожній, Південний (останні два — наймолодші в місті), Східний та Правобережний. Населення Кизила — 109,1 тисяч осіб (2006).

### Клімат
Місто знаходиться у зоні, котра характеризується континентальним субарктичним кліматом. Найтепліший місяць — липень з середньою температурою 20 °C (68 °F). Найхолодніший місяць — січень, з середньою температурою -23 °С (-30.6 °F).
| Клімат Кизила           | Клімат Кизила | Клімат Кизила | Клімат Кизила | Клімат Кизила | Клімат Кизила | Клімат Кизила | Клімат Кизила | Клімат Кизила | Клімат Кизила | Клімат Кизила | Клімат Кизила | Клімат Кизила | Клімат Кизила |
| Показник                | Січ.          | Лют.          | Бер.          | Квіт.         | Трав.         | Черв.         | Лип.          | Серп.         | Вер.          | Жовт.         | Лист.         | Груд.         | Рік           |
| Абсолютний максимум, °C | −5,8          | −0,1          | 19,6          | 30,6          | 35,6          | 39,1          | 40,7          | 38,3          | 33            | 23            | 13            | −1,8          | 40,7          |
| Середній максимум, °C   | −23,9         | −16,6         | −3,4          | 12            | 20,4          | 25,2          | 27,3          | 24,5          | 17,4          | 7,9           | −7,7          | −21           | 5,2           |
| Середня температура, °C | −30,6         | −25,9         | −13,1         | 3,3           | 11,9          | 18            | 20            | 17,1          | 10            | 0,5           | −14,4         | −26,8         | −2,5          |
| Середній мінімум, °C    | −32,4         | −28,7         | −16,3         | −1,5          | 5,6           | 11,6          | 14,8          | 11,9          | 4,7           | −3,8          | −16,6         | −28,7         | −6,6          |
| Абсолютний мінімум, °C  | −52,6         | −54           | −45,2         | −27,3         | −10,7         | −1,8          | 2,8           | −0,7          | −10,1         | −20,5         | −46,1         | −52,6         | −54           |
| Норма опадів, мм        | 8.7           | 4.5           | 3.1           | 5.1           | 13.4          | 34.6          | 48.5          | 43.5          | 24.7          | 8.8           | 11.6          | 11.4          | 218           |
| ----------------------- | ------------- | ------------- | ------------- | ------------- | ------------- | ------------- | ------------- | ------------- | ------------- | ------------- | ------------- | ------------- | ------------- |
| Джерело: Weatherbase    |               |               |               |               |               |               |               |               |               |               |               |               |               |

## Історія міста
Місто засноване у 1914 році російськими колоністами одразу після входження тодішнього Урянхайського краю до складу Росії і названо Бєлацарськом, у 1918 році, коли у Тиві спочатку вирував білогвардійський рух, а по тому Тива на чверть століття — до жовтня 1944 року стає незалежною державою, місто відповідно було перейменовано на Хем-Белдири, а у 1926 році — у Кизил (тувин.: червоне (місто)).
З 1921 року місто було столицею спочатку Тувинської Народної Республіки, а з 1944, після входження до СРСР і РРФСР, — Тувинської АО (з 1961 року Тувинської АРСР), нарешті, з 1991 року — столиця Республіки Тива.
У 1990 році були погроми росіян, тому ввели ОМОН. З тих пір російське населення сильно зменшилося, росіяни масово виїздять.
На даний час мер Кизила — Роберт Демчикійович Доржу, обраний на цю посаду у 2007 році.
Зараз у місті діє дипломатична місія (генеральне консульство) Монголії.

## Економіка, транспорт і зв'язок
У місті є підприємства харчової і текстильної промисловості, фабрика з вичинки шкур, завод «Автоспецобладнання».
Місто сполучене регулярним автобусним, річковим та авіасполученням з усіма кожуунами (районами Тиви), у тому числі автотрасою А-162 з другим за величиною містом Республіки Ак-Довураком, що прокладено через усю країну. Федеральна автотраса М-54 сполучає Кизил з Абаканом. У місті аеропорт «Кизил». Діє авіакомпанія «Тувинські авіалінії», літаки якої здійснюють внутрішньо-російські авіаперевезення (в межах азійської частини Росії).
У Кизилі діє мобільний зв'язок основних російських мобільних операторів — МТС, Beeline та МегаФон. Місцеве підприємство зв'язку — «Тивасвязьінформ» надає послуги як наземного телефонного і телеграфного сполучення, так й Інтернету.

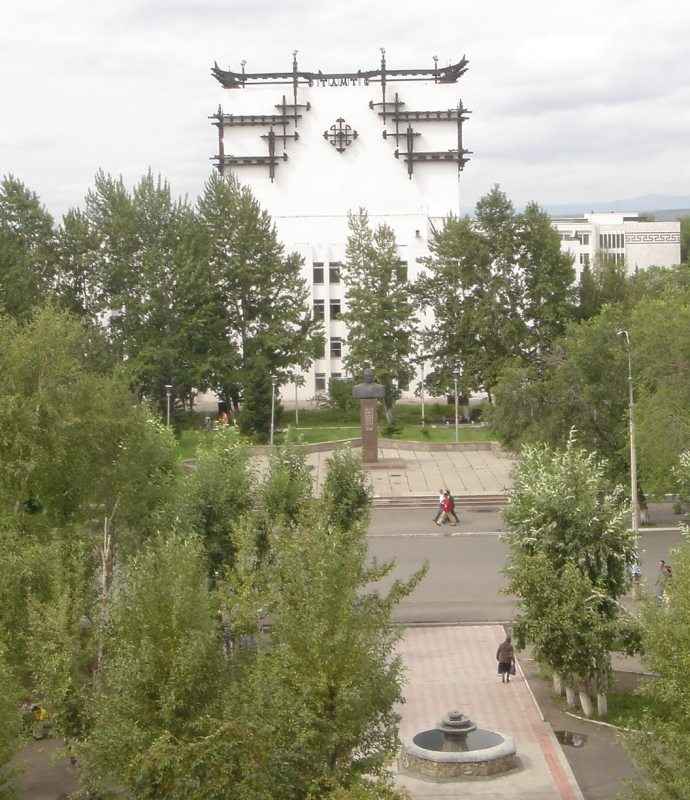
Музично-драматичний театр у Кизилі

У місті значне безробіття — 20 %, за межею бідності перебуває 40 % населення, це при тому, що в Кизилі одні з найвищих у регіоні ціни на квартири і одні з найнижчих зарплати в Росії.
Через значну корупцію та кримінал інвестори залишили місто. Місто, за словами місцевих журналістів та активістів, «належить» очільнику регіона Шолбан Кара-оолу та його родичам, які або займають високі посади в місті, або займають керівні посади в місцевомі бізнесі.

## Культура та визначні пам'ятки
У місті розташовані Національний краєзнавчий музей ім. Алдан Маадир («60 богатирів»), у зібраннях якого багатюща колекція археологічних знахідок, Музей політичних репресій, Музей балерини Наді Рушевої.
Серед інших закладів культури — музично-драматичний театр ім. Кок-оола з тувинською і російськомовною трупами, філармонія тощо.
У місті діють буддистські дацани, у тому числі храмові комплекси «Цеченлінг», «Тувдан Чойхорлінг» тощо.
Провідний ВНЗ — Тивинський державний університет.
В місті міститься Арбітражний суд Республіки Тива.

## Екологія
В місті багато приватних будинків, які опалюють вугіллям. Біля міста знаходиться Кизильська ТЕЦ і дим від електростанції також часто йде на місто. Тому в місті погана якість повітря. На вулицях багато сміття, сміттєвалища нерідко влаштовують біля будинків.
В опалювальний сезон над містом стоїть смог, сніг стає сірим через вугільну сажу.

## Кримінальна ситуація
Тува, і Кизил зокрема, вважаються одним з найкримінальніших районів Росії, в той же час і найбідніший. У 2020 році він був найпершим за кількістю вбивств на душу населення в РФ, а в 2019 році — найбіднішим. В місті розповсюджений алкоголізм та наркоманія У 2021 році Кизил відвідав відомий блогер Ілля Варламов. Він зняв про місто відеоролик, який виклав в мережу. У ролику видно брудні вулиці та п'яних мешканців, кров на землі, розбиті пляшки.
Російське населення переслідується за національною ознакою. Тому росіяни масово виїздять звідти. Російський журналіст Ілля Азаров в 2016 році відвідав регіон і опублікував репортаж. З його слів, менше росіян в процентному відношенні хіба що на Північному Кавказі.

## Відомі особистості
- Танова Катерина — тувинська поетеса, почесна громадянка міста.

В поселенні народилися:
- Мікушев Олександр Віталійович (нар. 1957) — український художник.
- Протасов Леонід Демидович (1922—?) — український та російський художник, майстер декоративно-ужиткового мистецтва.